# Yoan Gouffran
Yoan Gouffran (Villeneuve-Saint-Georges, 25 maggio 1986) è un ex calciatore francese, di ruolo attaccante o ala.

## Carriera

### Club

#### Gli inizi
Ha iniziato la sua carriera da professionista nel Caen, squadra in cui ha militato dal 2003 al 2008, collezionando 122 presenze e 34 gol in totale.

#### Bordeaux
Nell'estate del 2008 è stato acquistato dal Bordeaux. Con le Girondins ha segnato la sua prima rete proprio contro la sua ex squadra, il Caen, nell'ultima giornata del campionato 2008-2009, permettendo così al Bordeaux di vincere il sesto titolo della sua storia, ma costando agli avversari la retrocessione in Ligue 2. Il 4 maggio 2011 rinnova il suo contratto fino al 2013.

#### Newcastle
Il 23 gennaio 2013 viene acquistato dagli inglesi del Newcastle per circa due milioni di euro. Sei giorni più tardi debutta in Premier League, nella vittoria per 2-1 sul campo dell'Aston Villa. Il 9 febbraio seguente segna il suo primo gol con la nuova maglia, nella sconfitta casalinga contro il Tottenham (1-2). Chiude la stagione con 15 presenze all'attivo e tre reti.

#### Goztepe
Il 17 luglio 2017 firma un biennale coi turchi del Göztepe. Nelle due stagioni con la formazione giallo-rossa, gioca oltre cinquanta gare tra campionato e coppa. Terminato il contratto biennale, lascia il club.

#### Ararat-Armenia
Dopo aver lasciato il Göztepe, rimane per circa sei mesi senza squadra. Nel febbraio del 2020, si accasa all'Ararat-Armenia, formazione della massima serie armena. Con l'Ararat-Armenia, oltre a vestire la fascia di capitano e a giocare come titolare fisso, vince un campionato nazionale.
Il 12 ottobre 2021, il giocatore annuncia il ritiro dal calcio per motivi familiari.

## Statistiche

### Presenze e reti nei club
| Stagione              | Squadra               | Campionato            | Campionato | Campionato | Coppe nazionali | Coppe nazionali | Coppe nazionali | Coppe continentali | Coppe continentali | Coppe continentali | Altre coppe | Altre coppe | Altre coppe | Totale | Totale |
| Stagione              | Squadra               | Comp                  | Pres       | Reti       | Comp            | Pres            | Reti            | Comp               | Pres               | Reti               | Comp        | Pres        | Reti        | Pres   | Reti   |
| --------------------- | --------------------- | --------------------- | ---------- | ---------- | --------------- | --------------- | --------------- | ------------------ | ------------------ | ------------------ | ----------- | ----------- | ----------- | ------ | ------ |
| 2003-2004             | Caen                  | L2                    | 2          | 0          | CF+CdL          | 0               | 0               | -                  | -                  | -                  | -           | -           | -           | 2      | 0      |
| 2004-2005             | Caen                  | L1                    | 8          | 0          | CF+CdL          | 0+2             | 0               | -                  | -                  | -                  | -           | -           | -           | 10     | 0      |
| 2005-2006             | Caen                  | L2                    | 32         | 8          | CF+CdL          | 3+2             | 0               | -                  | -                  | -                  | -           | -           | -           | 37     | 8      |
| 2006-2007             | Caen                  | L2                    | 37         | 15         | CF+CdL          | 3+0             | 1               | -                  | -                  | -                  | -           | -           | -           | 40     | 16     |
| 2007-2008             | Caen                  | L1                    | 36         | 10         | CF+CdL          | 1+0             | 1               | -                  | -                  | -                  | -           | -           | -           | 37     | 11     |
| Totale Caen           | Totale Caen           | Totale Caen           | 115        | 33         |                 | 11              | 2               |                    | -                  | -                  |             | -           | -           | 126    | 35     |
| 2008-2009             | Bordeaux              | L1                    | 32         | 2          | CF+CdL          | 1+4             | 0+2             | UCL+CU             | 6+2                | 0                  | SF          | 1           | 0           | 46     | 4      |
| 2009-2010             | Bordeaux              | L1                    | 32         | 5          | CF+CdL          | 3+4             | 0+3             | UCL                | 6                  | 0                  | SF          | 1           | 0           | 46     | 8      |
| 2010-2011             | Bordeaux              | L1                    | 22         | 2          | CF+CdL          | 2+1             | 0               | -                  | -                  | -                  | -           | -           | -           | 25     | 2      |
| 2011-2012             | Bordeaux              | L1                    | 34         | 14         | CF+CdL          | 2+1             | 0               | -                  | -                  | -                  | -           | -           | -           | 37     | 14     |
| 2012-gen. 2013        | Bordeaux              | L1                    | 20         | 8          | CF+CdL          | 1+1             | 0               | UEL                | 5                  | 4                  | -           | -           | -           | 27     | 12     |
| Totale Bordeaux       | Totale Bordeaux       | Totale Bordeaux       | 140        | 31         |                 | 20              | 5               |                    | 19                 | 4                  |             | 2           | 0           | 181    | 40     |
| gen.-giu. 2013        | Newcastle             | PL                    | 15         | 3          | FACup+CdL       | -               | -               | UEL                | -                  | -                  | -           | -           | -           | 15     | 3      |
| 2013-2014             | Newcastle             | PL                    | 35         | 6          | FACup+CdL       | 1+3             | 0+1             | -                  | -                  | -                  | -           | -           | -           | 39     | 7      |
| 2014-2015             | Newcastle             | PL                    | 31         | 2          | FACup+CdL       | 0+2             | 0               | -                  | -                  | -                  | -           | -           | -           | 33     | 2      |
| 2015-2016             | Newcastle             | PL                    | 8          | 0          | FACup+CdL       | 0+1             | 0               |                    | -                  | -                  |             | -           | -           | 9      | 0      |
| 2016-2017             | Newcastle             | FLC                   | 30         | 5          | FACup+CdL       | 3+3             | 1+1             | -                  | -                  | -                  | -           | -           | -           | 36     | 7      |
| Totale Newcastle      | Totale Newcastle      | Totale Newcastle      | 119        | 16         |                 | 13              | 3               |                    | -                  | -                  |             | -           | -           | 132    | 19     |
| 2017-2018             | Göztepe               | SL                    | 30         | 1          | CT              | 1               | 0               | -                  | -                  | -                  | -           | -           | -           | 31     | 1      |
| 2018-2019             | Göztepe               | SL                    | 16         | 1          | CT              | 6               | 0               | -                  | -                  | -                  | -           | -           | -           | 22     | 0      |
| Totale Göztepe        | Totale Göztepe        | Totale Göztepe        | 46         | 2          |                 | 7               | 0               |                    | -                  | -                  |             | -           | -           | 53     | 2      |
| feb.-mag. 2020        | Ararat-Armenia        | BC                    | 13         | 0          | CA              | 2               | 1               | UCL+UEL            | -                  | -                  | SA          | -           | -           | 15     | 1      |
| 2020-2021             | Ararat-Armenia        | BC                    | 22         | 0          | CA              | 3               | 1               | UCL+UEL            | 1+3                | 0                  | SA          | 1           | 0           | 30     | 1      |
| lug.-ott. 2021        | Ararat-Armenia        | BC                    | 4          | 0          | CA              | 0               | 0               | -                  | -                  | -                  | -           | -           | -           | 4      | 0      |
| Totale Ararat-Armenia | Totale Ararat-Armenia | Totale Ararat-Armenia | 39         | 0          |                 | 5               | 2               |                    | 4                  | 0                  |             | 1           | 0           | 49     | 2      |
| Totale carriera       | Totale carriera       | Totale carriera       | 459        | 82         |                 | 56              | 12              |                    | 23                 | 4                  |             | 3           | 0           | 541    | 98     |

## Palmarès

### Club

#### Competizioni nazionali
- Campionato francese: 1

Bordeaux: 2008-2009
- Coppa di Lega francese: 2

Bordeaux: 2006-2007, 2008-2009
- Supercoppa francese: 2

Bordeaux: 2008, 2009
- Football League Championship: 1

Newcastle Utd: 2016-2017
- Campionato armeno: 1

Ararat-Armenia: 2019-2020

### Nazionale
- Campionato d'Europa Under-19: 1

2005